# Westerngrund
Westerngrund ist eine Gemeinde im unterfränkischen Landkreis Aschaffenburg. Die Gemeinde ist Mitglied der Verwaltungsgemeinschaft Schöllkrippen.

## Geografie

Gemeindegebiet von Westerngrund

Gemeindeteile und Gemarkungen von Westerngrund

### Geografische Lage
Westerngrund befindet sich in der Region Bayerischer Untermain im Landkreis Aschaffenburg direkt an der Landesgrenze zu Hessen. Die Gemeinde liegt im namensgebenden Westerngrund am Westerbach und gehört zur Landschaft Kahlgrund.
Nach dem Beitritt von Kroatien zur Europäischen Union lag vom 1. Juli 2013 bis zum Brexit am 31. Januar 2020 der geographische Mittelpunkt der Europäischen Union auf dem Gebiet der Gemeinde Westerngrund im Gemeindeteil Oberwestern (Lage). Weiterhin ist dieser Punkt ein geodätischer Referenzpunkt.
Der topographisch höchste Punkt der Gemeinde befindet sich am Franzosenkopf 481 m ü. NHN (Lage), der niedrigste liegt am Westerbach an der Klotzenmühle auf 213 m ü. NHN (Lage).

### Gemeindegliederung
Es gibt vier Gemeindeteile (in Klammern sind der Siedlungstyp und die Einwohnerzahl angegeben) auf drei Gemarkungen:
- Huckelheim (Dorf, 821)
- Oberwestern (Pfarrdorf, 775)
  - Polsterhof (Weiler)
- Unterwestern (Dorf, 390)

Nördlich von Huckelheim liegt die unbewohnte Gemarkung Geiselbacher Forst. Dieses ehemals gemeindefreie Gebiet wurde im Jahr 2015 teilweise nach Westerngrund eingemeindet.

### Nachbargemeinden
|                     | Gemeinde Linsengericht                      | Gemeinde Biebergemünd |
| Gemeinde Geiselbach | Kompassrose, die auf Nachbargemeinden zeigt | Gemeinde Kleinkahl    |
|                     | Markt Schöllkrippen                         |                       |

## Name

### Namensherkunft
Ihren Namen hat die Gemeinde Westerngrund von ihrer Lage im gleichnamigen Seitental des Kahlgrundes. Der Name des Westerngrundes leitet sich vom Westerbach (Ursprünglich Westernkahl oder nur Western) ab, der ihn durchfließt und in Schöllkrippen in die Kahl mündet. Im Volksmund wird die Gemeinde „Weestern“ genannt.

### Frühere Schreibweisen
Frühere Schreibweisen aus diversen historischen Karten und Urkunden. Diese Namensformen beziehen sich auf das Dorf Oberwestern.
| Jahr | Schreibweise   |
| ---- | -------------- |
| 1282 | Weysluthera    |
| 1310 | Wesluther      |
| 1377 | Wensluchtern   |
| 1400 | Wechsluchten   |
| 1412 | Wachslichtern  |
| 1468 | Weßlichter     |
| 1498 | Wegeßluchter   |
| 1536 | Wegeslichtern  |
| 1564 | Wegeschluchter |
| 1625 | Weistern       |
| 1820 | Western        |
| 1832 | Oberwestern    |

## Geschichte

### Verwaltungsgeschichte
Die heutige Gemeinde Westerngrund umfasst größtenteils Gebiete, die zum gräflich Schönbornschen Amt Krombach gehörten. Die reichsunmittelbare Herrschaft der Grafen von Schönborn, die zum Fränkischen Ritterkreis gehörte, wurde 1806 zugunsten des Fürstentums Aschaffenburg mediatisiert, das 1810 im Großherzogtum Frankfurt aufging. 
1812 gehörten die Gemarkungen Unterwestern, Oberwestern und Huckelheim zum Verwaltungsgebiet der Districtsmairie Krombach im Departement Aschaffenburg des Großherzogtums Frankfurt.
Infolge des Pariser Vertrages vom 3. Juni 1814 kamen diese Orte am 26. Juni 1814 mit der Districtsmairie Krombach zum Königreich Bayern. Mit Verfügung vom 1. Oktober 1814 wurden sie dem Verwaltungsgebiet des aus der Districtsmairie Krombach entstandenen Landgerichtes Krombach zugeteilt, das 1816 in ein Herrschaftsgericht und 1820 in ein Patrimonialgericht umgewandelt wurde, das bis 1848 bestand und danach im Landgericht Alzenau aufging. Als ehemals selbständige Gemeinden entstanden Huckelheim, Oberwestern und Unterwestern im Zuge der Verwaltungsreformen in Bayern mit dem Gemeindeedikt von 1818. 1858 wurden die drei Gemeinden dem Landgericht Schöllkrippen zugeteilt, das am 1. Juli 1862 dem Verwaltungsgebiet des damals neu gebildeten Bezirksamtes Alzenau zugeschlagen wurde. Dieses wurde am 1. Januar 1939 zum Landkreis Alzenau in Unterfranken.
Am 1. Juli 1862 wurde das Bezirksamt Alzenau gebildet, auf dessen Verwaltungsgebiet die drei Gemeinden lagen. 1939 wurde wie überall im Deutschen Reich die Bezeichnung Landkreis eingeführt. Huckelheim, Oberwestern und Unterwestern gehörten nun zu den 42 Gemeinden im Landkreis Alzenau in Unterfranken.

### Fusion und Eingliederungen
Im Rahmen der Gebietsreform in Bayern schlossen sich am 1. Januar 1972 die drei Gemeinden zur neuen Gemeinde Westerngrund zusammen. und mit Auflösung des Landkreises Alzenau kam diese am 1. Juli des Jahres in den neu gebildeten Landkreis Aschaffenburg.
Am 1. Januar 2015 kam der östliche Teil des aufgelösten gemeindefreien Gebiets Geiselbacher Forst, als gleichnamige Gemarkung, zum Gemeindegebiet hinzu.
Am 1. Januar 2019 kam der westliche Teil des aufgelösten gemeindefreien Gebiets Huckelheimer Wald mit einer Fläche von 4,37 km² zum Gemeindegebiet hinzu. Er wurde der Gemarkung Huckelheim zugewiesen.

### Einwohnerentwicklung
| Jahr | Einwohner |
| ---- | --------- |
| 1812 | 0 946     |
| 1961 | 1378      |
| 1970 | 1454      |
| 1987 | 1584      |
| 1991 | 1071      |
| 1995 | 1835      |
| 2000 | 1918      |
| 2005 | 1888      |
| 2010 | 1920      |
| 2015 | 1936      |

Im Zeitraum 1988 bis 2018 stieg die Einwohnerzahl von 1624 auf 1934 um 310 Einwohner bzw. um 19,1 %.  
Quelle: BayLfStat

## Politik

### Gemeinderat
Der Gemeinderat der Gemeinde Westerngrund besteht aus zwölf Ratsmitgliedern. Dies ist die festgelegte Anzahl für eine Gemeinde mit einer Einwohnerzahl zwischen 1001 und 2000. Der Gemeinderat wird für jeweils sechs Jahre gewählt. Stimmberechtigt im Rat der Gemeinde ist außerdem der Erste Bürgermeister.
Die Gemeinderatswahlen seit 2014 ergaben folgende Sitzverteilungen:
| Partei/Liste | Sitze | Sitze | Sitze |
| Partei/Liste | 2020  | 2014  | 2008  |
| ------------ | ----- | ----- | ----- |
| CSU/BWV      | 5     | 6     | 6     |
| Freie Wähler | 4     | 3     | 3     |
| WIR          | 3     | 3     | 3     |

### Bürgermeister
Erste Bürgermeisterin ist Brigitte Heim (Wählergemeinschaft WIR). Diese setzte sich bei der letzten Bürgermeisterwahl am 16. März 2014 mit 51,9 % der Stimmen knapp gegen Ingrid Simon von der CSU mit 48,1 % durch. Die Wahlbeteiligung betrug 63,1 %. Am 15. März 2020 wurde sie mit 86,4 % der Stimmen für weitere sechs Jahre bestätigt.

### Wappen
| | Blasonierung: „In Rot ein wachsender, blau gekrönter und blau bewehrter goldener Löwe, der in den Vorderpranken eine goldene Hirtenschippe hält; im linken Obereck zwei schräg gekreuzte silberne Bergmannshämmer.“ |
| Wappenbegründung: Wappengeschichte: Der Löwe im Wappen sowie die Farben sind dem Wappen der Grafen von Schönborn entnommen, die das Gemeindegebiet bis zum Ende des Alten Reichs 1803 besaßen. Die vom Löwen gehaltene Hirtenschippe ist das Symbol des heiligen Wendelin, dem Schutzpatron der Gemeinde. Die gekreuzten Bergmannshämmer (Schlägel und Eisen) stehen für die früheren Silber- und Kupferminen im Ortsteil Huckelheim. Die Gemeinde führt das Wappen seit dem 24. März 1980. | |

## Kultur und Sehenswürdigkeiten

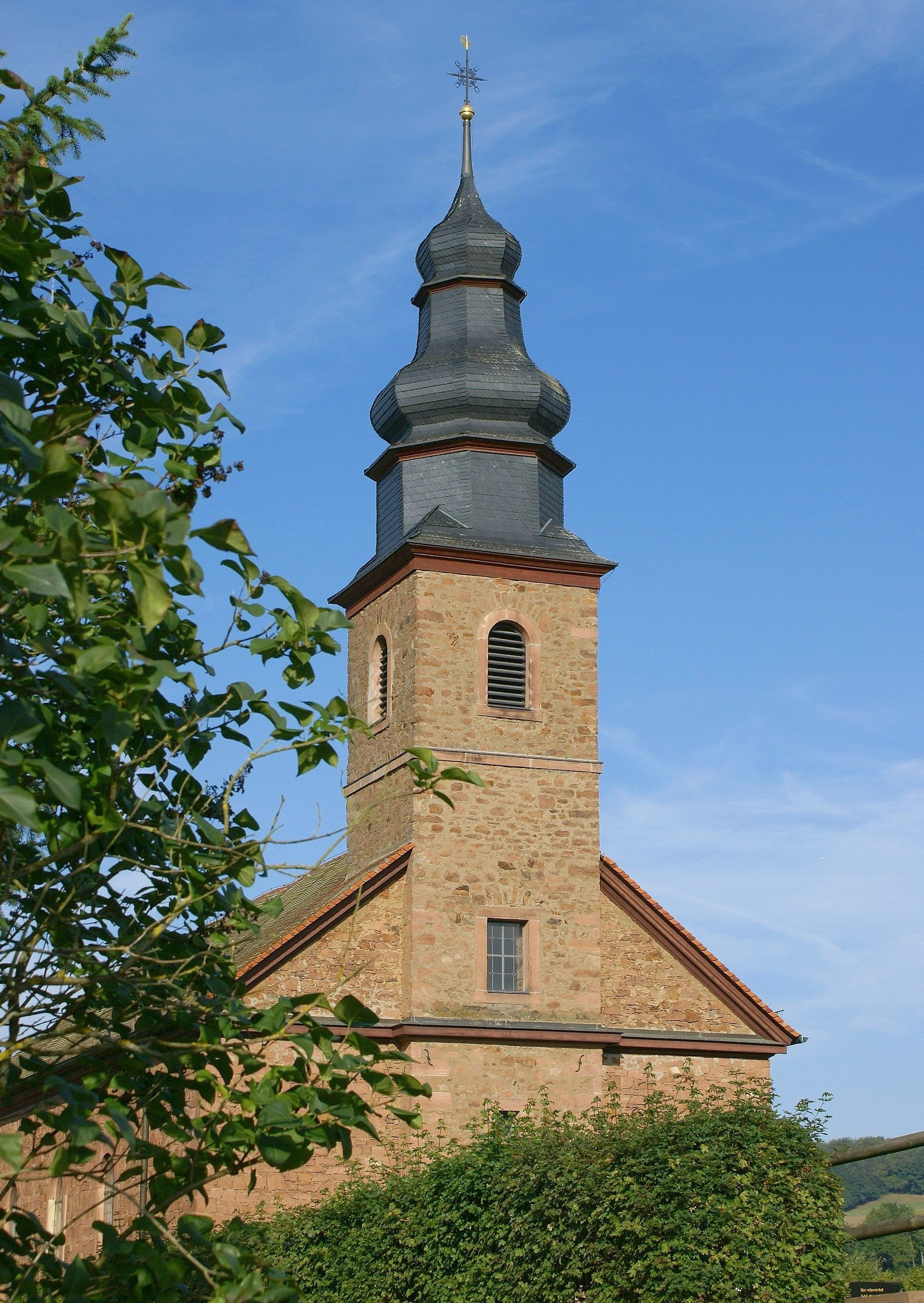
Die Kirche St. Wendelin in Oberwestern, einem Ortsteil der Gemeinde Westerngrund

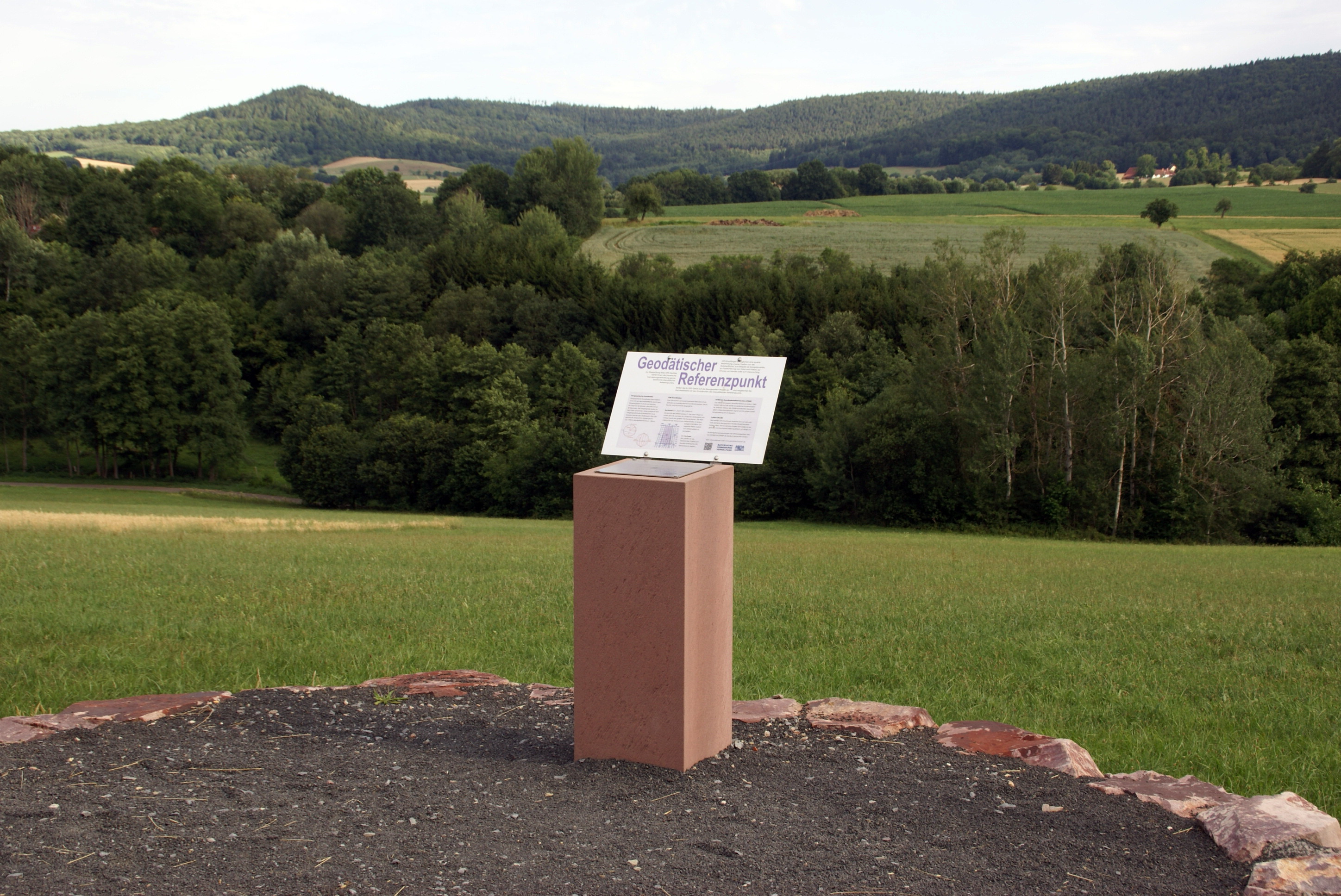
Auf dem Sandsteinpfosten ist der geodätische Referenzpunkt angegeben, der bis 2020 den Mittelpunkt der Europäischen Union markierte.

- Der geographische Mittelpunkt der Europäischen Union befand sich vom 10. Mai 2014 bis zum 31. Januar 2020 auf dem Gebiet der Gemeinde.

## Wirtschaft und Infrastruktur

### Wirtschaft einschließlich Land- und Forstwirtschaft
Es gab 1998 nach der amtlichen Statistik im produzierenden Gewerbe 74 und im Bereich Handel und Verkehr keine sozialversicherungspflichtig Beschäftigten am Arbeitsort. Sozialversicherungspflichtig Beschäftigte am Wohnort gab es insgesamt 715. Im verarbeitenden Gewerbe gab es drei Betriebe, im Bauhauptgewerbe zwei Betriebe. Zudem bestanden im Jahr 1999 30 landwirtschaftliche Betriebe mit einer landwirtschaftlich genutzten Fläche von 722 ha, davon waren 408 ha Ackerfläche und 313 ha Dauergrünfläche.

### Bildung
In Westerngrund gibt es einen katholischen Kindergarten.
Außerdem gibt es die Grundschule Westerngrund, sowie die Volkshochschule Kahlgrund/Spessart e. V.
(über den Stand und die Anzahl der Kinder gibt es keine Angaben):